# Групповая поляризация
Группова́я поляриза́ция — психологический феномен расхождения по разным полюсам мнений участников дискуссии во время принятия группового решения. Величина разброса конечных вариантов напрямую зависит от первоначальных позиций участников. То есть, чем дальше от середины находились их мнения в начале дискуссии, тем сильней будет проявляться феномен. Важно разделять «поляризацию» и «экстремизацию». Поляризация — явление, при котором решение члена группы смещается к ранее выбранному им полюсу; при экстремизации решение движется с нейтральной точки зрения в любом направлении.

## История изучения
В 1961 году американский психолог Джеймс Стоунер выявил и указал на тот факт, что решения, принятые в группе, носят более рискованный характер, нежели решения, принимаемые индивидуально. Для своих исследований Дж. Стоунер использовал опросник, состоящий из задач-дилемм. Испытуемым предлагалось прочитать ситуацию, приближенную к реальной жизни, а затем дать свою оценку и выбрать вариант разрешения дилеммы. Затем участникам предлагалось обсудить задачи между собой и вновь выбрать вариант решения задачи. Выяснилось, что после группового обсуждения, оценки носили более рискованный характер. Так, например, первичные индивидуальные оценки были больше направлены на сохранение стабильности ситуации, то после обсуждения, большинство участников выбирали в ответах опросника рисковое поведение. Такой феномен был назван феноменом «сдвига к риску».
В 1969 году французский социальный психолог Серж Московичи высказал идею о наличии двух других феноменов: феномен схождения мнений и, противоположный ему, феномен «групповой поляризации». С. Московичи назвал три критерия, нарушение хотя бы одного из которых неизбежно ведет к появлению «групповой поляризации»:
- участники дискуссии имеют одинаковые социальные статусы и одинаковое влияние на других членов;
- обсуждаемый объект неинтересен/неважен/неизвестен большинству участников;
- участники не дискутируют по теме вопроса, либо не имеют определенного мнения на счет объекта обсуждения.

С. Московичи и М. Заваллони предложили определять феномен «сдвига к риску» как частный случай феномена «групповой поляризации».

## Объяснение феномена

### Информационная теория
Теория основывается на факте информационного влияния на каждого участника дискуссии. Считается, что во время обсуждения спорных вопросов дискутирующие высказывают свои точки зрения, и их мнения и знания объединяются в один общий «банк знаний». То есть, во время дискуссий высказывается много аргументов относительно разных точек зрения. В том случае, если у участника есть сложившееся мнение, он выбирает аргументы из «банка знаний», которые доказывают его правоту и за счёт этого принимает прочную позицию, расположенную у одного из полюсов. Если же участник сомневается по поводу затронутой темы, он опирается на более убедительный, на его взгляд, аргумент, а дальше поступает так же, как и первый дискутирующий (собирает аргументы в свою пользу, затем принимает определенную позицию). Таким образом, данная теория говорит о том, что во время дискуссии бо́льшую роль играют высказанные аргументы, а не выражение своей позиции по отношению поднятого вопроса. В рамках информационной теории можно говорить о существовании «контрастно-ассимиляционного эффекта». Он заключается в том, что восприятие аргументов выступающего члена группы зависит от приверженности определенной точке зрения. То есть, контрастный эффект проявляется при разных мнениях говорящего (коммуникатора) и слушающего (реципиента), где реципиент воспринимает взгляд коммуникатора как очень далёкий от его взгляда. Ассимиляционный эффект проявляется в том случае, когда взгляды реципиента и коммуникатора совпадают. В данной ситуации слова говорящего воспринимаются как более близкие к выбранному полюсу. В результате, противоречащая, либо подтверждающая взгляды человека информация, воспринимается им более чётко и полно.

### Нормативная теория
Данная теория противоположна первой. Исходя из ее обоснования, участники полагаются на позиции других членов группы, первоначально они пытаются узнать мнение остальных членов группы и только потом высказывать свое. В данном случае можно говорить о двух вариантах: идентификация с участниками и симпатия к участнику. В первом случае, участники, желая добиться расположения тех людей в группе, с кем они себя идентифицируют, стараются как можно сильнее подчеркнуть разногласия и различные взгляды на предмет обсуждения, а затем встать на сторону «своих». Во втором случае, человек старается занять позицию того участника, к которому испытывает симпатию. При желании понравиться другим людям, а также при стремлении быть принятым среди «своих», человек склонен высказывать более жесткие и непреклонные мнения, что служит усилению феномена «групповой поляризации»

### Теория самокатегоризации
Основоположник теории — Дж. Тернер. Данный подход строится на основе нормативной теории, где акцент ставится на идентичности участника с другими людьми. Однако, важное отличие теории самокатегоризации заключается в том, что на групповую поляризацию влияет идентификация дискутирующих не с определенным участником группы, а с кем-либо вне данной группы. Таким образом, феномен «групповой поляризации» основывается на межгрупповой идентификации.

## Исследования феномена
Было проведено множество исследований в рамках изучения феномена «групповой поляризации». Самые известные из них перечислены ниже.
- Эксперимент Стоунера в 1961 году, в результате которого был выделен феномен «сдвига к риску», что послужило началом исследований в данном направлении.
- Эксперимент Майерса и Бишопа (англ. Myers and Bishop) в 1970 году, основанный на обсуждении расовых проблем в группе студентов, среди которых были как расисты, так и нейтрально относящиеся к проблеме расизма учащиеся.
- Эксперимент Майерса и Аренсона в 1972 году (англ. Myers and Arenson) показал, что решения в группе необязательно ведет к рискованному варианту, но это является частным случаем поляризации.
- В 2002 году фирмой SIA было проведено исследование на наличие групповой поляризации при дискуссиях в Интернет чатах. Результаты показали повышенный уровень групповой поляризации в сравнении со встречами в реальной жизни, что может объясняться увеличением количества аргументов.
- Исследование Лейджервуда и Чейкена в 2007 году ( Ledgerwood and Chaiken). Основывалось на противопоставлении группы республиканцев группе людей с демократическими взглядами. После того, как группы были полностью собраны, каждый участник высказывал более резкое несогласие со взглядами противостоящих участников (аут-группа) и полное согласие с высказываниями участников своей (ин-группа).